# Vitinha (football, 15-03-2000)
Pour les articles homonymes, voir Vitinha.
Vítor Manuel Carvalho Oliveira, surnommé Vitinha, né le 15 mars 2000 à Cabeceiras de Basto, est un footballeur portugais qui évolue au poste d'avant-centre au Genoa CFC.

## Carrière

### Carrière en club

#### Braga
Vitinha fait ses débuts en équipe première avec Braga le 13 janvier 2021, remplaçant João Novais et marquant son premier but lors de la victoire 5-0 face à Torreense en Taça de Portugal. Ayant signé son premier contrat professionnel cinq jours plus tard, il fait ses débuts en Primeira Liga le 28 février 2022, entrant en jeu à la place d'Abel Ruiz lors d'une victoire 2-1 à l'extérieur contre Nacional.

#### Olympique de Marseille
Le 31 janvier 2023, le SC Braga trouve un accord avec l'Olympique de Marseille en vue de son transfert,  pour un montant de 32 millions d'euros (bonus compris), ce qui fait du Portugais la recrue la plus chère de l'histoire du club phocéen devant Dimitri Payet.
Le 16 avril 2023, il marque son premier but sous ses nouvelles couleurs contre Troyes au stade Vélodrome. Au cours de ce match, il inscrira même un deuxième but, et contribuera à la victoire finale (3-1).
En août 2023, il est élu "joueur du mois" par les supporters marseillais.

#### Genoa
En février 2024, il est prêté jusqu'à la fin de la saison au club italien du Genoa FC avec option d'achat.
Le 21 juin 2024, Vitinha est definitivement transféré au club italien au terme de la saison pour un montant de 16 millions d'euros fixe et 6 de bonus.

### Carrière en sélection
International espoirs depuis 2021, Vitinha se trouve dans la pré-sélection de 55 joueurs pour disputer la Coupe du monde 2022 au Qatar avec le Portugal, ; il est néanmoins absent de la liste finale de Fernando Santos.

## Statistiques
| Saison                | Club                   | Championnat           | Championnat | Championnat | Championnat | Coupe nationale | Coupe nationale | Coupe nationale | Coupe de la Ligue | Coupe de la Ligue | Coupe de la Ligue | Supercoupe | Supercoupe | Supercoupe | Compétition(s) continentale(s) | Compétition(s) continentale(s) | Compétition(s) continentale(s) | Compétition(s) continentale(s) | Total | Total | Total |
| Saison                | Club                   | Division              | M.          | B.          | P.d.        | M.              | B.              | P.d.            | M.                | B.                | P.d.              | M.         | B.         | P.d.       | Comp.                          | M.                             | B.                             | P.d.                           | M.    | B.    | P.d.  |
| 2020-2021             | SC Braga               | Liga NOS              | 1           | 0           | 0           | 1               | 1               | 0               | -                 | -                 | -                 | -          | -          | -          | C3                             | 0                              | 0                              | 0                              | 2     | 1     | 0     |
| 2021-2022             | SC Braga               | Liga NOS              | 24          | 7           | 2           | 2               | 6               | 1               | 2                 | 0                 | 0                 | 1          | 0          | 0          | C3                             | 9                              | 1                              | 0                              | 38    | 14    | 3     |
| 2022-2023             | SC Braga               | Liga NOS              | 17          | 7           | 3           | 3               | 1               | 1               | 2                 | 1                 | 0                 | -          | -          | -          | C3                             | 5                              | 4                              | 1                              | 27    | 13    | 5     |
| Sous-total            | Sous-total             | Sous-total            | 42          | 14          | 5           | 6               | 8               | 2               | 4                 | 1                 | 0                 | 1          | 0          | 0          | -                              | 14                             | 5                              | 1                              | 67    | 28    | 8     |
| 2022-2023             | Olympique de Marseille | Ligue 1               | 14          | 2           | 0           | 2               | 0               | 1               | -                 | -                 | -                 | -          | -          | -          | -                              | -                              | -                              | -                              | 16    | 2     | 1     |
| 2023-2024             | Olympique de Marseille | Ligue 1               | 18          | 3           | 2           | 2               | 0               | 0               | -                 | -                 | -                 | -          | -          | -          | C1+C3                          | 1+6                            | 0+1                            | 0                              | 27    | 4     | 2     |
| Sous-total            | Sous-total             | Sous-total            | 32          | 5           | 2           | 4               | 0               | 1               | -                 | -                 | -                 | -          | -          | -          | -                              | 7                              | 1                              | 0                              | 43    | 6     | 3     |
| 2023-2024             | Genoa CFC (prêt)       | Serie A               | 9           | 2           | 0           | -               | -               | -               | -                 | -                 | -                 | -          | -          | -          | -                              | -                              | -                              | -                              | 9     | 2     | 0     |
| 2024-2025             | Genoa CFC              | Serie A               | 7           | 0           | 1           | 2               | 0               | 0               | -                 | -                 | -                 | -          | -          | -          | -                              | -                              | -                              | -                              | 9     | 0     | 1     |
| Total sur la carrière | Total sur la carrière  | Total sur la carrière | 87          | 20          | 8           | 12              | 8               | 3               | 4                 | 1                 | 0                 | 1          | 0          | 0          | -                              | 21                             | 6                              | 1                              | 125   | 35    | 12    |

## Palmarès

### En club
SC Braga
● Coupe du Portugal
○ Vainqueur en 2021

### Distinctions personnelles
Olympique de Marseille
● Olympien du mois en août 2023